# Бейкер (река)
Бейкер или Бакер (исп. Río Baker) — река в области Айсен-дель-Хенераль-Карлос-Ибаньес-дель-Кампо Чили. Длина — 170 км. Площадь водосборного бассейна — 26 726 км².

## География
Река берёт начало в озере Бертран на высоте 200 метров. Течёт в общем юго-западном направлении, огибает с восточной стороны Северное Патагонское ледниковое плато и впадает в залив Бейкер Тихого океана близ города Калета-Тортел. Река образует дельту, разделяясь на два основных рукава, из которых судоходен только северный. Длина реки составляет 170 км, площадь водосборного бассейна — 26726 км², по величине водосборного бассейна Бейкер занимает второе место в Чили, уступая лишь Лоа. Бейкер также является самой полноводной рекой Чили, её средний расход воды составляет 870 м³/сек.
Река названа в честь английского адмирала Томаса Бейкера (1771—1845).

## Проект Бейкер-Паскуа
Разработана программа строительства каскада гидроэлектростанций на реках Бейкер и Паскуа, но экологические организации выступают против этого строительства.
Согласно самого амбициозного проекта в истории Чили компания Hidroaysen (дочерняя компания международного энергетического конгломерата Endesa / Enel) планируется построить на реках Бейкер и Паскуа 4 мощные гидроэлектростанции общей установленной мощностью 2430 МВт, что эквивалентно 25 % от общей мощности всех гидроэлектростанций Чили.
Сторонники проекта утверждают, что без строительства этих электростанций невозможно обеспечить дальнейший рост экономики Чили, которая по-прежнему сильно зависит от экспорта меди (56 % от общего объёма экспорта в 2007 году), а выплавка меди является очень энергоёмким производством.
Противники проекта, в числе которых экологи и бизнесмены занимающиеся туризмом и рыболовством, утверждают что строительство плотин нанесёт непоправимый урон природе чилийской Патагонии.

## Основные притоки
- Неф
- Чакабуко
- Дель-Сальто
- Кокран
- Колония
- Де-лос-Надис
- Вентискуэро
- Варгас